# Bastille (stanice metra v Paříži)

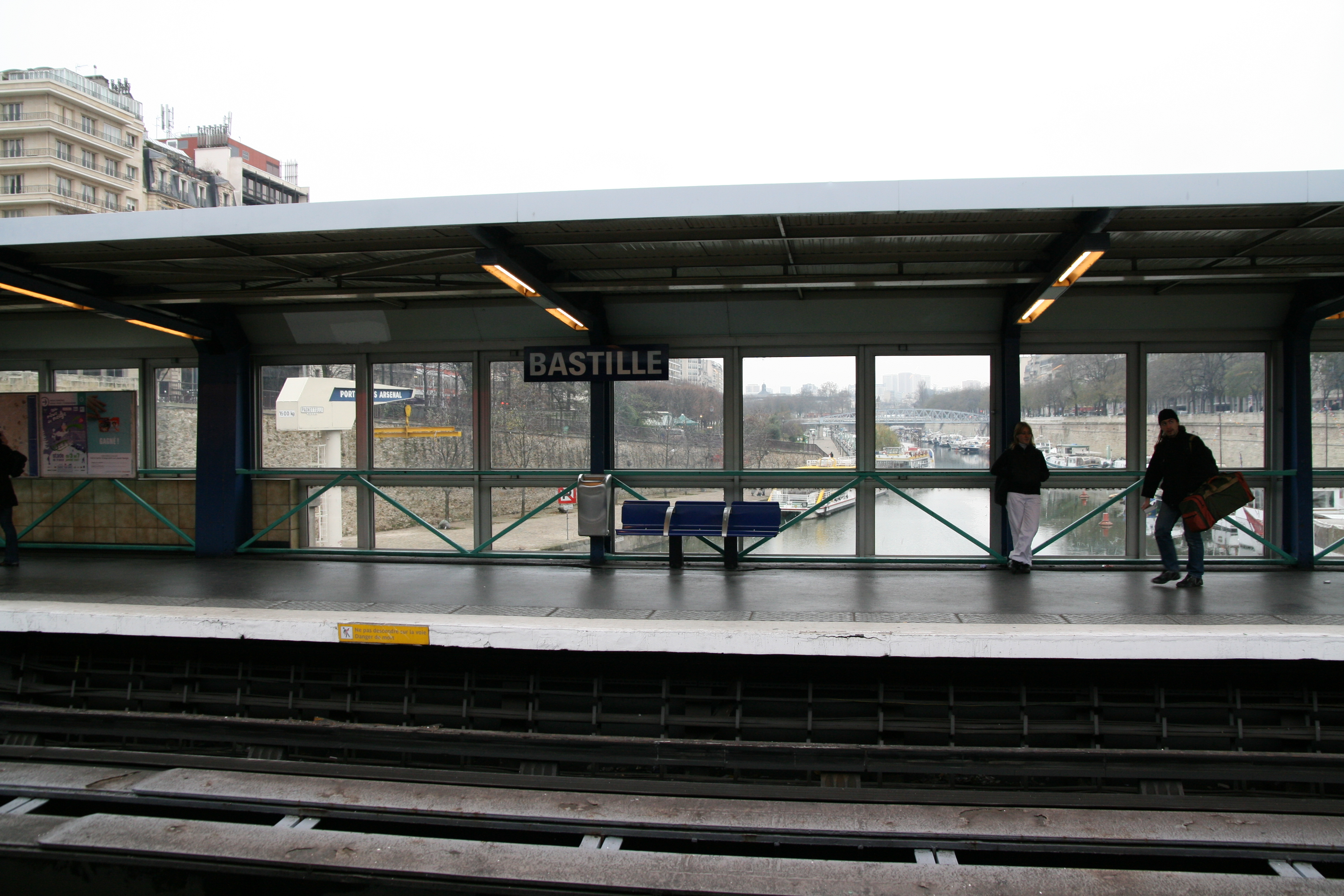
Nástupiště linky 1 s průhledem na Bassin de l'Arsenal

Bastille je přestupní stanice pařížského metra mezi linkami 1, 5 a 8. Nachází se na hranicích 4., 11. a 12. obvodu v Paříži pod náměstím Place de la Bastille. V roce 2004 byla devátou nejvytíženější stanicí metra s 13,04 milióny cestujících.

## Historie

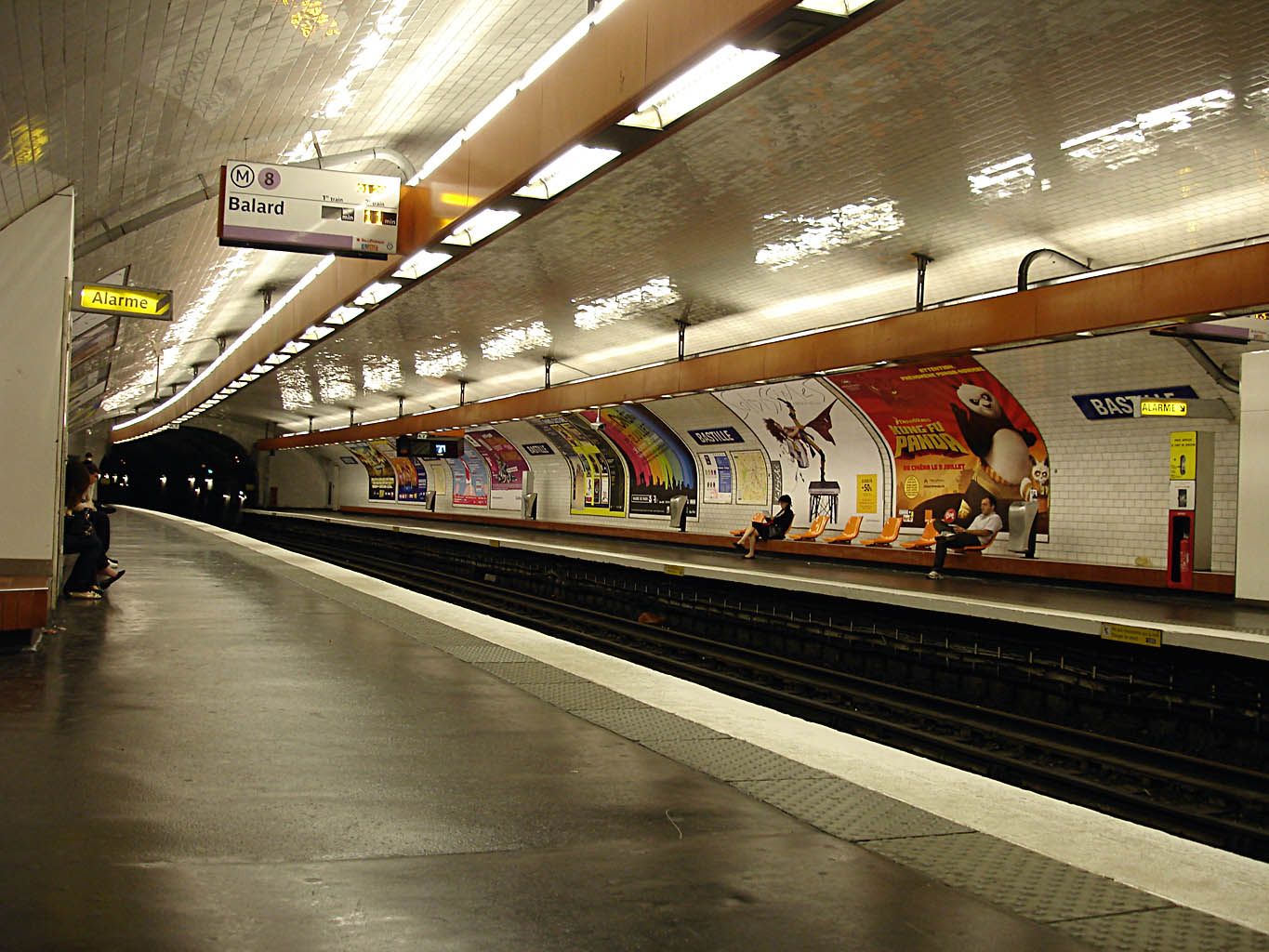
Nástupiště linky 8

Stanice byla otevřena 19. července 1900 na trase prvního metra v Paříži. První stanice byla vybudována jen mělko pod povrchem na jižním okraji náměstí a má otevřené nástupiště. Je položena na viaduktu nad Kanálem St. Martin, který zde ústí do přístavu. 17. prosince 1906 přibyl přestup na linku 5, která byla prodloužena a dne 5. května 1931 bylo otevřeno nástupiště pro prodloužený úsek linky 8. Tyto linky mají nástupiště vybudovány v podzemí na nižší úrovni než linka 1.
Jedna strana nástupiště linky 1 je vyzdobená freskou s motivem útoku na Bastilu. V roce 1905 byly při stavbě stanice pro linku 5 objeveny pozůstatky pevnosti Bastila, které byly zabudovány do zdi nástupiště ve směru do Bobigny – Pablo Picasso. Stanice také představuje různé pohledy na starou pevnost.

## Název
Jméno stanice je odvozené od názvu známé pevnosti Bastila.

## Vstupy

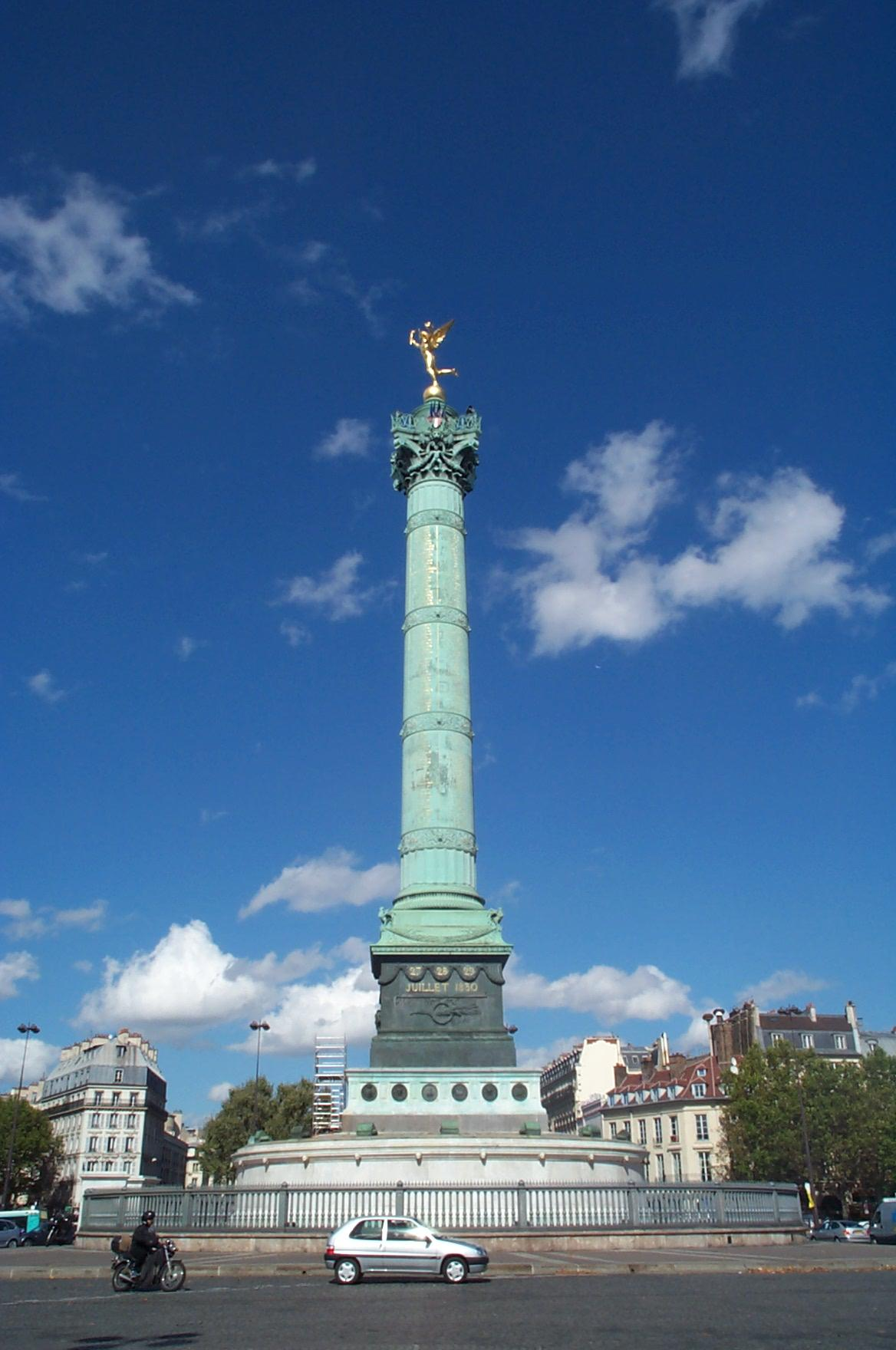
Červencový sloup

Stanice má několik vchodů a východů:
- Boulevard Henri IV
- Boulevard Bourdon
- Rue de Lyon
- Boulevard de la Bastille
- Jardin du Bassin de l'Arsenal
- Hôpital des Quinze-Vingts
- Rue de la Roquette
- Rue du Faubourg Saint-Antoine

## Zajímavosti v okolí
- Opéra Bastille postavená na místě starého nádraží
- Place de la Bastille – náměstí v prostoru bývalého vězení Bastila
- Promenade plantée
- Červencový sloup uprostřed náměstí – pomník Červencové revoluce v roce 1830
- Bassin de l'Arsenal